# Сан Пиер Ничето
Сан Пиѐр Ничѐто (на италиански: San Pier Niceto; на сицилиански: Sampèri, Сампери) е малко градче и община в Южна Италия, провинция Месина, автономен регион и остров Сицилия. Разположено е на 260 m надморска височина. Населението на общината е 2973 души (към 2012 г.).